# Bisiorka
Bisiorka (Biziura lobata) – trudny do sklasyfikowania gatunek dużego ptaka z rodziny kaczkowatych (Anatidae). Zamieszkuje Australię razem z Tasmanią. Samce są większe, bardziej barwne i posiadające unikalny wśród kaczek przydatek głowowy na brodzie, który podczas toków może się powiększać do rozmiarów piłki golfowej. Samice także mają ten płat skórny, ale jest on mniejszy i nie tak ciemny jak u samca. Gatunek ten żywi się głównie bezkręgowcami (mięczakami, małżami i owadami), choć czasem zjada również materię roślinną, a nawet kaczęta innych blaszkodziobych. Według IUCN nie jest zagrożona wyginięciem, klasyfikuje się ją jako gatunek najmniejszej troski (LC – Least Concern).
Obecnie jedyna przedstawicielka rodzaju Biziura, jej najbliższym krewnym była B. delatouri, wymarła kaczka zamieszkująca endemicznie Nową Zelandię.

## Taksonomia
Gatunek ten został opisany w roku 1796 przez George’a Shawa jako Anas lobata. Autor początkowo wskazał jako miejsce typowe holotypu Nową Południową Walię, co zostało później poprawione na King George Sound w Australii Zachodniej. Obecnie zaliczana jest do rodzaju Biziura, wykreowanego przez Jamesa Francisa Stephensa. Jej najbliższym krewnym była B. delatouri, wymarła kaczka zamieszkująca endemicznie Nową Zelandię, która była o 8% większa od B. lobata. Populacje wschodnie czasem są zaliczane do odrębnego podgatunku B. l. menziesi, jednak badacze raczej tego podgatunku nie uznają i traktują bisiorkę jako gatunek monotypowy, natomiast Międzynarodowy Komitet Ornitologiczny (IOC) uznaje ten podgatunek.
Według Mielczarka i Kuziemki jest to kaczkowaty incertae sedis, na razie nieprzypisany do żadnej z podrodzin. W Handbook of the Birds of the World ptak jest przydzielony do Oxyurini (plemię obecnie traktowane jako podrodzina Oxyurinae) ze względu na podobny wygląd.

### Etymologia
- Biziura – pochodzi od βυζην buzēn – twardy, kołtunowaty; ουρα oura – ogon[7],
- lobata – łacińskie słowo oznaczające płat (skóry)[8].

### Filogeneza
Chociaż gatunek dawniej przypisywany do Oxyurini, wydaje się, że jest bliżej spokrewniony z łopatonosem (Malacorhynchus membranaceus), a ten zaliczany jest do podrodziny gęsi (Anserinae). Natomiast według badań z roku 2000 bisiorka jest kladem bazalnym do grupy obejmującej Anserinae, bliższa jest jednak liniom ewolucyjnym spokrewnionym z łabędziem czarnoszyim (Cygnus melanocoryphus) niż innym przedstawicielami tej podrodziny.
Według badań Johna Boyda bisiorka reprezentuje jako jedyny gatunek plemię Biziurini. Badanie to jednocześnie prezentuje politomię tego ptaka z Nettapodini, a także Oxyurini oraz Anserini. Jedne z możliwych pokrewieństw bisiorki w obrębie Anatidae obrazuje poniższy kladogram:
|  | Biziura lobata |
|  |                |

|  | Oxyurini      |
|  |               |
|  | s.l. Anserini |
|  |               |

|  | Biziura lobata |
|  |                |

|  | Oxyurini      |
|  |               |
|  | s.l. Anserini |
|  |               |

|  | Biziura lobata |
|  |                |

|  | Oxyurini      |
|  |               |
|  | s.l. Anserini |
|  |               |

|  | Biziura lobata |
|  |                |

|  | Oxyurini      |
|  |               |
|  | s.l. Anserini |
|  |               |

|  | Biziura lobata |
|  |                |

|  | Oxyurini      |
|  |               |
|  | s.l. Anserini |
|  |               |

|  | Biziura lobata |
|  |                |

|  | Oxyurini      |
|  |               |
|  | s.l. Anserini |
|  |               |

|  | Biziura lobata |
|  |                |

|  | Oxyurini      |
|  |               |
|  | s.l. Anserini |
|  |               |

|  | Biziura lobata |
|  |                |

|  | Oxyurini      |
|  |               |
|  | s.l. Anserini |
|  |               |

|  | Biziura lobata |
|  |                |

|  | Oxyurini      |
|  |               |
|  | s.l. Anserini |
|  |               |

|  | Biziura lobata |
|  |                |

|  | Oxyurini      |
|  |               |
|  | s.l. Anserini |
|  |               |

|  | Biziura lobata |
|  |                |

|  | Oxyurini      |
|  |               |
|  | s.l. Anserini |
|  |               |

|  | Biziura lobata |
|  |                |

|  | Oxyurini      |
|  |               |
|  | s.l. Anserini |
|  |               |

|  | Biziura lobata |
|  |                |

|  | Oxyurini      |
|  |               |
|  | s.l. Anserini |
|  |               |

|  | Biziura lobata |
|  |                |

|  | Oxyurini      |
|  |               |
|  | s.l. Anserini |
|  |               |

|  | Biziura lobata |
|  |                |

|  | Oxyurini      |
|  |               |
|  | s.l. Anserini |
|  |               |

|  | Biziura lobata |
|  |                |

|  | Oxyurini      |
|  |               |
|  | s.l. Anserini |
|  |               |

## Występowanie
Gatunek występuje w Australii. Istnieją dwie izolowane populacje, określane jako zachodnia i wschodnia, oddzielone od siebie przez Nullarbor Plain – suchy, bezdrzewny i pustynny obszar położony nad Wielką Zatoką Australijską). Stwierdzony został także na Tasmanii i Wyspie Kangura, oddzielonych od Australii Backstairs Passage i Cieśniną Bassa. Nierzadko ptaki te są obserwowane ponadto poza swoim areałem występowania (np. w Queenslandzie).
Opisany kaczkowaty jest raczej osiadły, aczkolwiek niektóre ptaki (głównie młode) opuszczają tereny lęgowe wraz z końcem okresu lęgowego. Migracje te mogą występować na małą i dużą skalę.

## Morfologia

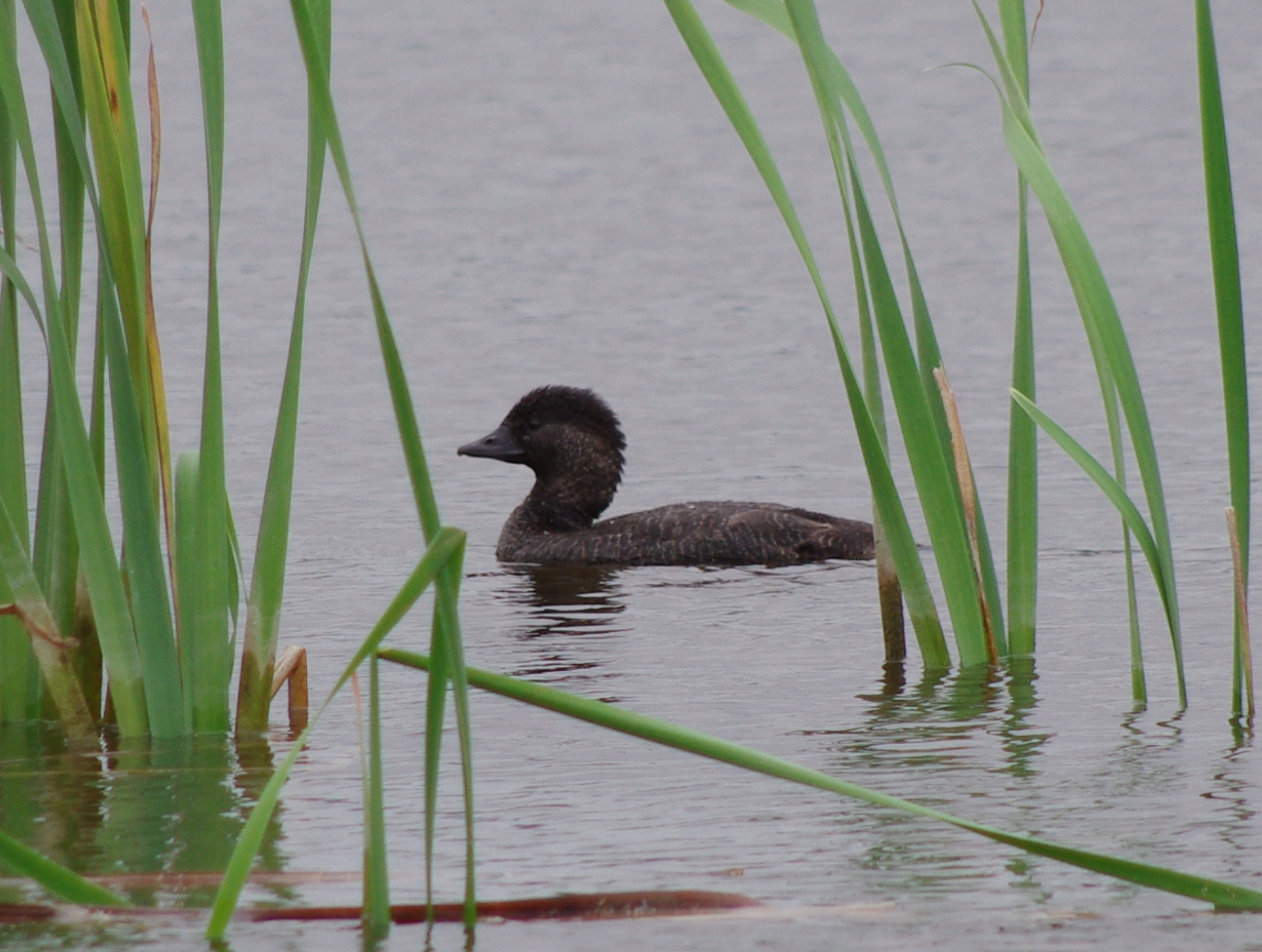
Samica pływająca wśród roślinności

Ptaki bardzo masywne, ociężałe; samce przy długości 66 cm (92 cm) i rozpiętości skrzydeł 87 cm osiągają masę od 1811 do nawet 3120 g. Samice są nieco mniejsze, mierząc średnio 55 cm i ważąc od 993 do 1844 g, ich rozpiętość skrzydeł wynosi ok. 72 cm. Historycznie bisiorki najprawdopodobniej były nielotnymi ptakami, czego obecnie nie przejawiają żyjące populacje.
Kaczki te cechuje silny dymorfizm płciowy. Samce są większe, bardziej barwne i posiadające unikalny wśród kaczek przydatek głowowy na brodzie, który podczas toków może się powiększać do rozmiarów piłki golfowej. Samice także mają ten płat skórny, ale jest on mniejszy i nie tak ciemny jak u samca. Samce są również ciemniejsze, z upierzeniem w tonacjach czerni i brązu, przy czym mają na swym ciele różne jasne oznaczenia, tj. plamki i inne wzory. Samice natomiast są zwykle nieco jaśniejsze. Młodsze osobniki mogą mieć niekiedy żółtą żuchwę; ogółem jednak przypominają samice. Nogi tych ptaków są typowe dla ptaków wodnych – są krótkie, spięte błoną pławną, przestawione do tyłu, przez co bisiorkom trudno poruszać się na lądzie (nogi są zwykle szare). Dziób bardzo masywny, krótszy jednak od tego spotykanego u sympatrycznie występującego gatunku, sterniczki australijskiej (Oxyura australis).

## Ekologia

### Środowisko
Ptaki te żyją głównie żyją na terenach bagiennych i blisko jezior z gęstymi zakrzewieniami. Tereny te charakteryzuje zwykle płytka woda, gdzie ptaki mogą zdobywać pokarm. Wśród roślin rosną tu gatunki z rodzajów: rdest (Polygonum), sit (Juncus), ludwigia (Ludwigia) oraz sitowie (Scirpus), rośnie tu także pałka wąskolistna (Typha angustifolia) oraz występują tu martwe drzewostany eukaliptusa (Eucalyptus sp.). Z flory podwodnej można wymienić gatunki z rodzajów: rdestnica (Potamogeton), nurzaniec (Vallisnera), ramienica (Chara), krynicznik (Nitella) i wywłócznik (Myriophyllum). Poza okresem lęgowym bisiorki obserwowano w słonawych lagunach, estuariach, na wybrzeżach i okazjonalnie na morzu. Te wędrówki często wykonują ptaki z Nullarbor Plain, które okresowo opuszczają te równiny i udają się blisko terenów morskich.

### Pożywienie
Bisiorki zdobywają pożywienie poprzez nurkowanie, jak robi to większość kaczek. Ptaki opierają swoją dietę na wszelkich hydrofitach i zwierzętach wodnych. Na ogół ograniczają swoje żerowanie do płytszych obszarów, gdzie występuje obfita roślinność zanurzona i/lub wynurzona (inaczej podaje HBW, gdzie podobno bisiorki mają w zwyczaju nurkować na dość głębokich wodach). Bisiorki odżywiają się w szczególności skorupiakami z rodzaju Cherax (ang. yabby), słodkowodnymi krewetkami (Caridea), ślimakami (Gastropoda), małżami (Bivalvia) oraz owadami wodnymi. Zjadane rośliny obejmują zarówno gatunki bagienne, jak i wyżynne i ograniczają się prawie wyłącznie do nasion. Wśród ofiar tej kaczki HBW wymienia także małe ryby, pajęczaki (Arachnida), płazy (Amphibia), a nawet kaczęta innych ptaków blaszkodziobych.
Co ciekawe, w zależności od płci i wieku bisiorki mogą przyjmować większe i mniejsze ilości pokarmu: samce najchętniej spożywają mięczaki (w 60%; samice 30%, a młodziki 7%), dieta obu płci w 36% składa się z chruścików (Trichoptera), za to młodych w 18%, ponadto samce okazjonalnie zjadają marsyliowate (Marsileaceae; w 36%), samice i młode osobniki rzadko jedzą te rośliny (marsyliowate stanowią 23% diety samic i 14% u młodzików).

### Rozmnażanie

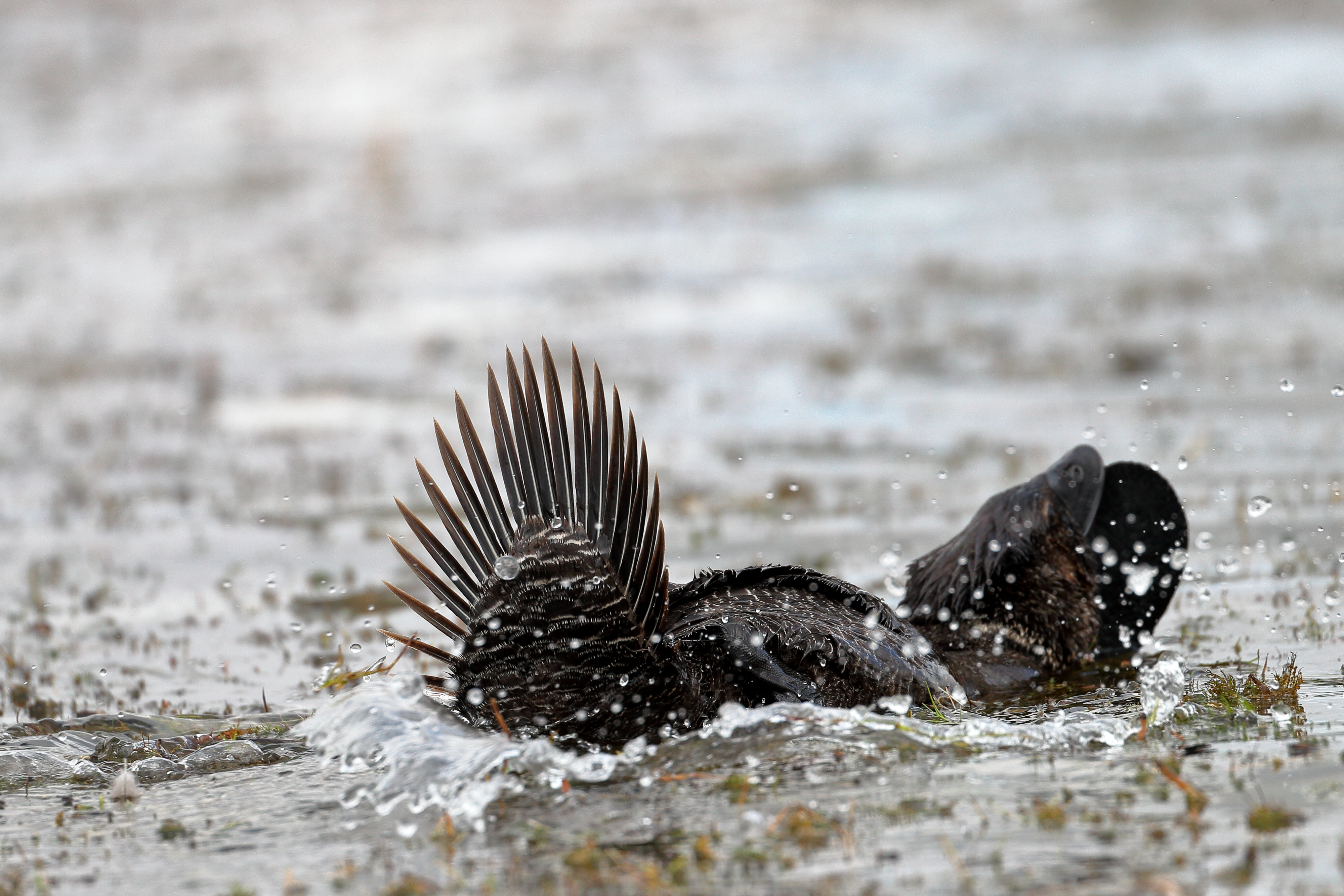
Samiec bisiorki podczas toków

Okres godowy przypada na przełom lipca i kwietnia następnego roku i na niektórych terenach od grudnia do stycznia, zaczyna się intensywnie we wrześniu i sierpniu, zależy to także od obecnego stanu poziomu wody, wystąpienia powodzi i zjawisk atmosferycznych.
Podczas okresu godowego wiele samców wytwarza wielkie ilości plemników. Toki i kopulacje przypadają na jesień i zimę. Samce są poligamiczne; często łączą się z samicami, które przyjmą zaloty samca. Zarówno populacje wschodnie i zachodnie nie różnią się tokami. Samce często prezentują się samicom, przyjmując różne pozy i wydają wszelkie dźwięki. Samce mogą także używać swojego przydatku głowowego, który podczas pokazów może się nadymać, samce mogą także silnie uderzać stopami, wyrzucając wodę w powietrze (określane w j. ang. Plonk kick) lub podnosić swój ogon ze sztywnymi sterówkami do góry. Towarzyszy temu wydzielanie specjalnego feromonu, przypominający zapachem piżmo (stąd bierze się też angielska nazwa kaczek). Służy to najprawdopodobniej przyciąganiu samic i do odstraszania innych samców oraz najprawdopodobniej jest wytwarzany w gruczole kuprowym. Po kopulacji samica wchodzi w gęste zarośla szuwarów i buduje gniazdo. Podczas pokazów samca tworzy on coraz dziwniejsze pozy, które odbiegają od normalnego zachowania samców. Obserwowano również zbiorowe toki bisiorek.
W niewoli inkubacja jaj trwała 24 dni. Lęg zwykle się składa z 2–3 jaj, choć może nawet wynosić od 1–10 jaj. Pisklęta mają ciemnobrązowy puch na prawie całym ciele i biel na spodzie ciała.

### Imitacja głosu
Uczenie się od innych osobników głosu wśród ptaków występuje u papug, kolibrowatych (Trochilidae) i wróblowych, głównie śpiewających (Oscines); w innych grupach ptaków jest rzadkie. W badaniach, których wyniki opublikowano w 2021 roku, przedstawiono przypadki uczenia się głosu u dwóch osobników tego gatunku, przytoczono także inne, nieudokumentowane przypadki. 4-letni (w chwili wykonywania nagrań) samiec wykluty i hodowany w niewoli imitował odgłosy ludzkiej mowy i trzaskania drzwi, wydawał także odgłosy swych dorosłych odpowiedników, które usłyszał za młodu; drugi osobnik – 2–3-letni samiec wychowywany przez trzymaną w niewoli samicę – naśladował odgłosy kaczek pacyficznych (Anas superciliosa), które pływały w tym samym stawie. Dźwięki te były już wcześniej opisywane, ale nigdy nie były szczegółowo analizowane i do tej pory pozostawały niezauważone przez badaczy zajmujących się imitacją głosu u ptaków.

## Status
Międzynarodowa Unia Ochrony Przyrody (IUCN) uznaje bisiorkę za gatunek najmniejszej troski (LC – Least Concern) nieprzerwanie od 1988. Liczebność populacji szacuje się na 13–33 tys. osobników, choć nie do końca łatwo to ustalić, bo tylko nieliczne tereny obfitują w ten gatunek ptaka. Preferuje on bowiem bardzo zarośnięte, dojrzałe zbiorniki wodne. Mimo to, bisiorki zamieszkują większość terenów Australii. W stanie Wiktoria w 1988 roku naliczono się 1947 osobników, rozmieszczonych po 472 mokradłach, a w Australii południowo-zachodniej na 1398 mokradeł przypadało ok. 4247 ptaków. Trend populacji uznaje się za spadkowy. Lokalnie jest ptakiem łownym i się go spożywa (choć jego upolowanie nastręcza trudności), szkodzi mu też osuszanie i modyfikowanie zbiorników wodnych, również niektóre osobniki wpadają do sieci rybackich.
Według obserwacji legendarnej bestii Bunyip z 1960, rzekomym potworem okazała się tokująca bisiorka.